# Spencer Gordon Bennet
Spencer Gordon Bennet (5 de janeiro de 1893 - 8 de outubro de 1987) foi um diretor e produtor cinematográfico estadunidense. Ficou conhecido como “Rei dos diretores de seriado” e dirigiu mais de 120 filmes, grande parte deles em forma serial. Além de diretor, Bennet foi também ator em quatro filmes e produtor de oito.

## Biografia
Nascido no Brooklyn, Nova Iorque, de ascendência anglo-francesa, Bennet entrou no mundo cinematográfico como um dublê, quando respondeu a um anúncio de jornal para saltar das Paliçadas do Rio Hudson, vestindo um terno, para o seriado Hurricane Hutch, de 1921.
Ele fez sua estreia como diretor em 1921, com Behold the Man, e sua estréia como diretor de seriados em 1925 com Sunken Silver. Ele continuaria a fazer seriados, bem como B-Western, até o fim do gênero, dirigindo os últimos dois seriados feitos nos Estados Unidos, Blazing the Overland Trail (1956) e Perils of the Wilderness (1956). Após o fim dos seriados, dirigiu diversos gêneros, tendo seu crédito final como diretor em 1965, com The Bounty Killer (Dólares Malditos), que foi também o último filme característico do cowboy Broncho Billy Anderson. A partir de então, só foram veiculadas versões para TV de seus antigos seriados, com cenas de arquivo.
Ao longo de sua carreira, Bennet dirigiu mais de 100 seriados, incluindo Superman, Adventures of Sir Galahad, Batman and Robin, The Tiger Woman, Captain Video e inúmeros seriados westerns. Entre seus westerns B, estão os seriados sobre Red Ryder, com Red Barry.
Ao longo de sua carreira, trabalhou em vários estúdios, tais como Edison Studios, Pathé, RKO Pictures, Republic Pictures e Columbia Pictures, tendo terminado sua carreira no Embassy Pictures, em 1965.
Quando Bennet morreu, em 1987, em sua lápide foram gravadas as palavras "His Final Chapter" (“Seu Capítulo Final”).

## Vida familiar
Sua filha Harriet Bennet, tornou-se atriz.

## Filmografia parcial
| - 1965 The Bounty Killer (Dólares Malditos) - 1965 Requiem for a Gunfighter (Desafio à Bala) - 1959 The Atomic Submarine (O Submarino Atômico) - 1958 Submarine Seahawk - 1956 Blazing the Overland Trail - 1956 Perils of the Wilderness - 1955 Devil Goddess - 1955 Adventures of Captain Africa, Mighty Jungle Avenger! - 1955 Phantom of the Jungle (cenas de arquivo) - 1954 Riding with Buffalo Bill - 1954 Gunfighters of the Northwest (O Sinal do Cavalo Branco) - 1953 Killer Ape (O Gorila Assassino) - 1953 Ramar of the Jungle (série de TV) - 1953 The Lost Planet (O Homem Planetário - O Conquistador do Espaço) - 1953 Savage Mutiny (Tulonga - Ilha Condenada) - 1952 Voodoo Tiger (O Tigre Sagrado) - 1952 Son of Geronimo: Apache Avenger (O Cavaleiro Relâmpago) - 1952 Blackhawk (O Falcão Negro) - 1952 Brave Warrior (Nobre Inimigo) - 1952 King of the Congo - 1951 Captain Video: Master of the Stratosphere - 1951 Mysterious Island - 1951 Roar of the Iron Horse - Rail-Blazer of the Apache Trail - 1950 Pirates of the High Seas - 1950 Atom Man vs Superman - 1950 Cody of the Pony Express - 1949 Adventures of Sir Galahad - 1949 Batman & Robin - 1949 Bruce Gentry, Daredevil of the Skies - 1948 Congo Bill - 1948 Superman - 1947 Brick Bradford - 1947 The Black Widow - 1947 Son of Zorro - 1946 Daughter of Don Q (A Filha de Dom 'Q') - 1946 King of the Forest Rangers - 1946 The Phantom Rider (Cavaleiro Frantasma) - 1945 The Purple Monster Strikes (Marte Invade a Terra) - 1945 Federal Operator 99 - 1945 Lone Texas Ranger - 1945 Manhunt of Mystery Island - 1944 Zorro's Black Whip - 1944 Code of the Prairie - 1944 Haunted Harbor - 1944 The Tiger Woman (A Mulher Tigre) - 1944 Tucson Raiders - 1944 Mojave Firebrand - 1944 Beneath Western Skies - 1943 California Joe - 1943 Canyon City - 1943 The Masked Marvel - 1943 Secret Service in Darkest Africa (A Adaga de Salomão) - 1943 Calling Wild Bill Elliott (Tirania Sertaneja) - 1943 G-Men vs The Black Dragon - 1942 The Valley of Vanishing Men (O Vale dos Desaparecidos) - 1942 The Secret Code - 1942 They Raid by Night - 1941 The Gunman from Bodie (O Agente Encoberto) | - 1941 Arizona Bound (O Vaqueiro do Arizona) - 1941 Ridin' the Cherokee Trail - 1940 The Cowboy from Sundown - 1939 Westbound Stage - 1939 Oklahoma Terror - 1939 Riders of the Frontier - 1939 Across the Plains - 1937 The Mysterious Pilot - 1937 The Rangers Step In - 1937 Reckless Ranger - 1937 Law of the Ranger - 1937 Ranger Courage - 1936 Rio Grande Ranger - 1936 The Unknown Ranger (O Agente Desconhecido) - 1936 The Fugitive Sheriff (Xerife Fugitivo) - 1936 The Cattle Thief - 1936 Avenging Waters (Águas Vingadoras) - 1936 Heroes of the Range - 1935 Lawless Riders - 1935 Western Courage - 1935 Heir to Trouble - 1935 Get That Man - 1935 Rescue Squad - 1935 Calling All Cars - 1934 Night Alarm - 1934 The Oil Raider - 1934 Young Eagles (não-creditado) - 1934 The Fighting Rookie - 1934 Ferocious Pal - 1934 Badge of Honor - 1933 Jaws of Justice - 1933 Justice Takes a Holiday - 1932 Midnight Warning - 1932 The Last Frontier - 1932 Swift Justice (curta-metragem) - 1932 Self Condemned (curta-metragem) - 1932 The Black Ghost - 1931 The Mystery of Compartment C (curta-metragem) - 1931 Facing the Gallows (short) - 1930 Rogue of the Rio Grande - 1929 The Black Book - 1929 Queen of the Northwoods - 1929 Hawk of the Hills - 1929 The Fire Detective - 1928 The Tiger's Shadow - 1928 Marked Money - 1928 The Terrible People - 1928 The Yellow Cameo - 1928 The Man Without a Face - 1927 Hawk of the Hills - 1927 Melting Millions - 1926 The House Without a Key (A Casa Sem Chave) - 1926 The Fighting Marine - 1926 Snowed In - 1925 The Green Archer (O Fantasma Verde) - 1925/I Play Ball (À Mão Armada) - 1925 Sunken Silver (Bennet também atuou) - 1921 Behold the Man |